# Lhota Záhumní
Lhota Záhumní je součást města Dolní Bousov v okrese Mladá Boleslav. Nachází se v Jičínské pahorkatině, v katastrálním území Dolní Bousov, půl kilometru jižně od Dolního Bousova. Vsí prochází silnice III/27937.
První písemná zmínka o Záhumní Lhotě je z roku 1497. Jednalo se vždy o malou osadu, která byla tvořena několika domy podél cesty z Dolního Bousova do Vlčího Pole (nynější ulice Lhotská). V 19. století sestávala ze sedmi stavení, nynější čp. 301–306 a 245, která navazovala na bousovskou zástavbu za rybníkem Brodek, jenž později zanikl (střední část ulice Brodecké byla jeho hrází). Záhumní (též Zahumenní) Lhota byla součástí Dolního Bousova jako jeho osada, o tento status přišla v roce 1921. Ve 21. století je název Lhota Záhumní používán pro místní část Dolního Bousova, jež zahrnuje kromě původní Lhoty také její blízké okolí, včetně novostavby městské čtvrtě. Jedná se o ulice Lhoteckou, Záhumní, Lomenou a V Končinách.